# Thauvenay

Thauvenay este o comună în departamentul Cher, Franța. În 1 ianuarie 2022 avea o populație de 319 de locuitori.